# Мир-2
«Мир-2» — проект советской, а позже российской орбитальной станции четвёртого поколения. Исходное название — «Салют-9» (ДОС-8).
Базовый блок станции начали изготавливать в середине 1980-х годов как замену базовому блоку станции «Мир-1» в случае аварии последнего. Испытания новой мощной ракеты-носителя «Энергия» позволили значительно увеличить закладываемые размеры станции. 14 декабря 1987 года новый проект утвердил директор НПО «Энергия» Юрий Семёнов.
В состав станции должны были войти следующие элементы:
- орбитальный док (масса — 90 тонн, вывод на орбиту ракетой «Энергия»)
- базовый блок
- фермы и панели солнечных батарей
- служебный
- биотехнологический
- технологический
- первый и второй исследовательский модули.

В январе 1988 года, в связи с наступлением эпохи гласности, информация о проектируемой станции впервые появилась в печати. Но в 1989 году все работы по ней были заморожены.
19 февраля 1990 года генеральный конструктор НПО «Энергия» Ю. П. Семёнов направил на согласование президенту АН СССР Г. И. Марчуку «Тактико-техническое задание (ТТЗ) на разработку эскизного проекта орбитальной станции „Мир-2“». В документе говорилось, что выполненные в НПО «Энергия» в 1987—1988 годах проектные проработки по орбитальному сборочно-эксплуатационному центру «Озон» показали возможность создания станции нового поколения «Мир-2», существенно превосходящую по своим возможностям и характеристикам станцию «Мир» и не уступающую разрабатываемой в США станции «Фридом».
К 1991 году стало окончательно ясно, что рассчитывать на использование ракеты «Энергия» ввиду высокой стоимости её постройки невозможно. К тому же финансирование отечественной космонавтики неуклонно сокращалось. Этот проект так и не был реализован. В 1991 году все работы по станции «Мир-2» были прекращены в   связи с отсутствием финансирования.
Было решено вновь изготавливаемыми модулями «Мира-2» постепенно замещать старые в составе действующей станции «Мир-1». Полный монтаж станции в этом случае должен был быть закончен в 2000 году. Однако 24 ноября 1992 года совет главных конструкторов вновь пересмотрел проект. Основой станции должна была стать ферма, конструктивно схожая с уже испытанными в космосе мачтами «Рапана» и «Софора». На одном конце этой фермы размещались бы солнечные концентраторы, на другом — солнечные батареи. К центральной части фермы «сверху» и «снизу» планировалось пристыковать не менее 5-6 больших модулей и ряд вспомогательных. В этой компоновке несложно увидеть влияние неосуществлённых американских станций «Фридом» и «Фред».
Отсутствие финансирования и политическая ориентация на сближение с Западом помешала воплотить эти замыслы в жизнь. Россия в 1993 году сконцентрировала свои усилия на создании собственного сегмента Международной космической станции, в состав которой и вошёл разрабатывавшийся первоначально для «Мира-2» базовый блок, получивший название «Звезда».